# Софонісба
Софонісба, Софоніба, Цафонбаал (фінік.  Ṣap̄anbaʿal, *бл. 225 до н. е. — 203 до н. е.) — карфагенська аристократка, дружина нумідійських царів Сіфакса та Масинісси. Романтична історія її любові та загибелі переказана істориками Полібієм, Тит Лівієм, Діодором Сицилійським, Аппіаном і Діоном Кассієм.

## Життєпис
Походила з аристократичної родини. Донька політика та військовика Гасдрубала, сина Гісгона. Її пунічне (карфагенське ім'я) звучить як Цафонбаал. За різними відомостями у Софонісбу, під час перебування в Карфагені закохався Масинісса, цар нумідійського племені масиліїв. Незважаючи на те, що вона не увійшла до шлюбного віку, Гасдрубал погодився на цей шлюб. За різними відомостями це відбулося у 206 або 205 році до н.е. Але згодом бажання пошлюбити Софонісбу висловив цар нумідійців-масесиліїв Сіфакс. З огляду на його більшу потугу Гасдрубал змінив своє рішення та видав доньку за цього царя. За іншою версією, Сіфаксу відмовили й тоді той став спустошувати околиці Карфагену. З огляду на це карфагенський сенат без згоди батька видав Софонісбу Сіфаксу.
Коли Публій Корнелій Сципіон (в подальшому відомомий як Африканський) збирався висадитися у Африці,  він сподівався на підтримку свого друга Сіфакса. Втім Софонісба підмовила чоловіка відмовити римлянам, а згодом спрямувати нумідійські війська на допомогу карфагенській армії. У 204 році до н.е. римська армія висадилася в Африці, до неї долучився Масинісса. Але Софонісба спонукала Сіфакса воювати поруч з її батьком Гасдрубалом. Проте у 203 році до н.е. в битві при Великих полях карфагено-нумідійська армія зазнала поразки. Сіфакс потрапив у полон, а згодом й Софонісба. Сципіон планував провести її в своєму тріумфі.
Софонісба спокусила Масиніссу, який став новим нумідійським царем, з яким згодом укладено шлюб. Побоюючись можливого впливу Софонісби на Масиніссу для переходу на бік Карфагену, Сципіон став вимагати видачі карфагенянки в обмін на затвердження Масинісси царем з боку римського сенату. Масинісса не бажав видавати дружину, Софонісба, також, не мала намір терпіти приниження у Римі. Тому вона погодилася прийняти отруту від Масинісси.

## В мистецтві
Історія Софонісби надихнула художників (особливо епохи Відродження) на численні картини. Переважно в сюжеті представлено сцену прийняття чаші з отрутою або саму смерть Софонісби. Також є героїнею трагедії Джан Джорджо Триссіно (1524 рік), п'єс Корнеля і Вольтера. Згадується у творах Джованні Бокаччо. Першою екранізацією історії Софонісба став італійський фільм «Кабірія» (1914 рік).